# Rezerwat przyrody Ciechocinek
Rezerwat przyrody Ciechocinek – rezerwat słonoroślowy o powierzchni 1,88 ha, położony w województwie kujawsko-pomorskim, powiecie aleksandrowskim, mieście Ciechocinek. Powołany w 1963 roku w celu zachowania ze względów naukowych i dydaktycznych bogatego zespołu słonorośli.
Obszar rezerwatu podlega ochronie czynnej.

## Lokalizacja
Pod względem fizycznogeograficznym rezerwat znajduje się w mezoregionie Kotlina Toruńska. Znajduje się przy tzw. wale wstecznym, nieopodal tężni nr 3. Obejmuje fragment łąki o pow. 1,88 ha, należącej do Uzdrowiska Ciechocinek, przez którą przepływa rów, dawniej prowadzący solankę z basenu kąpielowego. Basen został zlikwidowany około 2000 r.

## Charakterystyka
Teren rezerwatu pokrywa roślinność słonolubna, rozmieszczona strefowo w zależności od nasycenia gleby solą, która trafia tu dwiema drogami: poprzez podsiąkanie solanki i poprzez osiadanie rozpylonych w powietrzu wokół tężni drobnych kryształków. W rezerwacie i pod tężniami stwierdzono występowanie 10 gatunków roślin słonolubnych. Należą do nich m.in.: soliród zielny, aster solny, świbka morska, sit Gerarda, sit żabi, solanka kolczysta, muchotrzew solniskowy, komonica skrzydlatostrąkowa.
W rezerwacie nie ma wytyczonych ścieżek. Można poruszać się wzdłuż rowu z solanką. W związku z likwidacją basenu oraz sporadycznym użytkowaniem tężni nr 3 i nr 2 słonorośla występują obecnie prawie wyłącznie wzdłuż rowu.

## Szlak turystyczny
Przez skraj rezerwatu przebiega  pieszy szlak turystyczny „S. Noakowskiego” Toruń – Nieszawa (38,5 km).